# 黑紋新光唇魚
黑紋新光唇魚（学名：Neolissochilus nigrovittatus）为輻鰭魚綱鯉形目鲤科新光唇魚屬的其中一種，主要分布於亞洲緬甸，體長可達13公分，棲息在中底層水域。